# Andrés Ortega Mora
Andrés Ortega Mora (n. el 3 de febrero de 1975 en Uzeta, Nayarit; México.) Es un exfutbolista mexicano, su posición fue Delantero, actualmente está retirado.

## Trayectoria
Delantero nayarita que debutó en Primera División de México en la derrota como local del Atlético Celaya 0-2 ante Cruz Azul, en juego de la Jornada 1 del torneo Invierno 2001.

## Clubes
| Club                 | País   | Año       |
| -------------------- | ------ | --------- |
| Atlético Celaya      | México | 2001-2002 |
| Colibríes de Morelos | México | 2003      |
| Atlante FC           | México | 2003-2005 |

- Datos: Q5676006